# Рудавка (приток Двиносы)
Руда́вка (бел. Руда́ўка) — река в Логойском районе Минской области Белоруссии. Правый приток реки Двиноса, притока Вилии.
Река начинается в 1,3 км юго-западнее деревни Замошье. Течёт по территории Минской возвышенности, частично через лес. Впадает в Плещеницкое водохранилище на реке Двиноса в 1,5 км западнее деревни Слобода. Высота истока превышает 229,2 м над уровнем моря, высота устья составляет 191,8 м.
Длина русла составляет 10 м. Площадь водосбора — 16 км². Средний наклон водной поверхности — 7,4 м/км.
Возле деревни Бурые на реке организован пруд площадью 0,18 км².